# Боргата Слонго (Белуно)
Боргата Слонго (итал. Borgata Slongo) је насеље у Италији у округу Белуно, региону Венето.
Према процени из 2011. у насељу је живело 21 становника. Насеље се налази на надморској висини од 333 м.